# Zschornewitz
Zschornewitz è una frazione della città tedesca di Gräfenhainichen, nel Land della Sassonia-Anhalt.
Fino al 31 dicembre 2011 Zschornewitz era un comune autonomo.